# Episodi di Meitantei Conan - Kudō Shin'ichi e no chōsenjō
Questa è la lista degli episodi della serie televisiva live action Meitantei Conan - Kudō Shin'ichi e no chōsenjō, ispirata alla serie manga e anime Detective Conan, di Gōshō Aoyama. I 13 episodi sono stati trasmessi in Giappone da Yomiuri TV e Nippon Television dal 7 luglio al 29 settembre 2011, il giovedì alle 23:58, e sono chiamati file come i capitoli del manga. L'episodio 11 è il primo live action di Detective Conan tratto direttamente dal manga.
| nº       | Titolo originale | Titolo tradotto | Prima TV Giappone |
| -------- | --- | --- | ----------------- |
| File. 1  | Conan ni naru mae no kōkōsei tantei ga, furin satsujin no nazo o abaku! (コナンになる前の高校生探偵が、不倫殺人の謎を暴く!?)                             | Il detective liceale prima di diventare Conan, scopre il mistero dell'omicidio passionale!                                        | 7 luglio 2011     |
| File. 2  | Amahōsō de okita misshitsu satsujin! Chōnōryokusha no norowareta himitsu o abake (生放送で起きた密室殺人! 超能力者の呪われた秘密を暴け?)                 | Omicidio in stanza chiusa durante una trasmissione in diretta! Scopri il segreto della maledizione del sensitivo!                 | 14 luglio 2011    |
| File. 3  | Misshitsu hōtei de okita satsujin jiken! Hosutesu satsugai torikku o abake (密室法廷で起きた殺人事件! ホステス殺害トリックを暴け?)                       | L'omicidio della stanza segreta avvenuto in tribunale! Scopri il trucco dell'omicidio della barista!                              | 21 luglio 2011    |
| File. 4  | Kanzen hanzai! Kekkonshiki de satsujin yokoku, misshitsu dokusatsu torikku no nazo o abake! (完全犯罪! 結婚式で殺人予告、密室毒殺トリックの謎を暴け!?)   | Delitto perfetto! Annuncio di omicidio ad un matrimonio, scopri il mistero del trucco velenoso della stanza chiusa!               | 28 luglio 2011    |
| File. 5  | Kioku o keshita joyū no kareinaru satsujin torikku - Hishochi de no kanzen hanzai (記憶を消した女優の華麗なる殺人トリック 避暑地での完全犯罪?)           | Il magnifico trucco di omicidio dell'attrice con l'amnesia - Delitto perfetto nella villa estiva                                  | 4 agosto 2011     |
| File. 6  | Bijo nijū-nin no kareinaru koroshi no kisu! Satsujin hōteishiki ni kakusareta satsui! (美女20人の華麗なる殺しのキス! 殺人方程式に隠された殺意!?)         | Il magnifico bacio omicida delle venti signore! L'intenzione omicida nascosta nell'equazione dell'omicidio!                       | 11 agosto 2011    |
| File. 7  | Chi nurareta kotsuniku no isan sōzoku satsujin! Yūkai torikku no nazo o abake! (血ぬられた骨肉の遺産相続殺人! 誘拐トリックのナゾを暴け!?)                | L'omicidio per l'eredità della famiglia macchiata di sangue! Scopri il mistero del trucco del rapimento!                          | 18 agosto 2011    |
| File. 8  | Onna no iji, chikanhan e no fukushū! Kanshi kamera ni himeta satsujin torikku (女の意地、痴漢犯への復讐!監視カメラに秘めた殺人トリック?)                 | La forza di volontà di una donna, la vendetta contro il molestatore! Il trucco omicida nascosto nella telecamera di sorveglianza  | 25 agosto 2011    |
| File. 9  | Hattori Heiji to misshitsu satsujin mienai kyōki no nazo! Tōzai tantei suiri battle (batoru) (服部平次と密室殺人見えない凶器のナゾ! 東西探偵推理バトル?) | Heiji Hattori e il mistero dell'arma invisibile dell'omicidio in stanza chiusa! Battaglia di deduzioni est-ovest tra detective    | 1º settembre 2011 |
| File. 10 | Nihyaku kiro o shunkanidō shita shitai no nazo! Akujo no kanzen hanzai keikaku o abake (200キロを瞬間移動した死体の謎! 悪女の完全犯罪計画を暴け?)        | Il mistero del cadavere che si è teletrasportato per 200 kilometri! Scopri il piano per il delitto perfetto della donna malvagia! | 8 settembre 2011  |
| File. 11 | Kisu wa koroshi no riyū, nijūnengo no fukushū satsujin! Kanpeki na aribai no nazo (キスは殺しの理由、20年後の復讐殺人! 完璧なアリバイの謎?)              | Un bacio è la ragione per uccidere, omicidio per vendetta vent'anni dopo! Il mistero dell'alibi perfetto                          | 15 settembre 2011 |
| File. 12 | Watashi ga koroshimashita! Sannin no tandokuhan? Gisō satsujin no nazo o abake! (私が殺しました! 3人の単独犯? 偽装殺人の謎を暴け!?)                      | Io ho ucciso! Tre delitti indipendenti? Scopri il mistero dell'omicidio mascherato!                                               | 22 settembre 2011 |
| File. 13 | Ran shisu! Shinhannin ga tensai tantei e saigo no chōsen shiroi heya no nazo o abake (蘭死す! 真犯人が天才探偵へ最後の挑戦 白い部屋の謎を暴け?)          | Ran muore! Scopri il mistero della sfida della stanza bianca finale fino al geniale detective che è il vero colpevole!            | 29 settembre 2011 |

## Conan ni naru mae no kōkōsei tantei ga, furin satsujin no nazo o abaku!
- Titolo originale: Conan ni naru mae no kōkōsei tantei ga, furin satsujin no nazo o abaku! (コナンになる前の高校生探偵が、不倫殺人の謎を暴く!? "Il detective liceale prima di diventare Conan, scopre il mistero dell'omicidio passionale!")
- Regista: Shi Shirakawa
- Sceneggiatore: Takehiko Hata

### Trama
Shinichi e Ran, usciti da un salone di bellezza in cui avevano presenziato, odono le grida disperate di un uomo. Appena i due ragazzi giungono di corsa sul luogo dalla cui direzione provenivano le grida, ecco che si trovano di fronte ad una scena raccapricciante: un fotografo di moda è stato assassinato all'interno del salone di bellezza. Qui Shinichi dovrà forse confrontarsi con un delitto passionale.

## Amahōsō de okita misshitsu satsujin! Chōnōryokusha no norowareta himitsu o abake
- Titolo originale: Amahōsō de okita misshitsu satsujin! Chōnōryokusha no norowareta himitsu o abake (生放送で起きた密室殺人! 超能力者の呪われた秘密を暴け? "Omicidio in stanza chiusa durante una trasmissione in diretta! Scopri il segreto della maledizione del sensitivo!")
- Regista: Shi Shirakawa
- Sceneggiatore: Takehiko Hata, Mami Oikawa

### Trama
Shinichi appare in uno show televisivo in cui si parla di ESP (percezione extra-sensoriale): ci troviamo di fronte ad un caso di omicidio eseguito con la forza del pensiero?

## Misshitsu hōtei de okita satsujin jiken! Hosutesu satsugai torikku o abake
- Titolo originale: Misshitsu hōtei de okita satsujin jiken! Hosutesu satsugai torikku o abake (密室法廷で起きた殺人事件! ホステス殺害トリックを暴け? "L'omicidio della stanza segreta avvenuto in tribunale! Scopri il trucco dell'omicidio della barista!")
- Regista: Mitsutaka Endō
- Sceneggiatore: Takao Isami, Yayoi Fukuda

### Trama
Un testimone in un caso di furto si trova in pericolo, anche e soprattutto all'interno del tribunale.

## Kanzen hanzai! Kekkonshiki de satsujin yokoku, misshitsu dokusatsu torikku no nazo o abake!
- Titolo originale: Kanzen hanzai! Kekkonshiki de satsujin yokoku, misshitsu dokusatsu torikku no nazo o abake! (完全犯罪! 結婚式で殺人予告、密室毒殺トリックの謎を暴け!? "Delitto perfetto! Annuncio di omicidio ad un matrimonio, scopri il mistero del trucco velenoso della stanza chiusa!")
- Regista: Masato Ibe
- Sceneggiatore: Takehiko Hata

### Trama
Nana, una giovane ragazza promessa sposa, muore avvelenata durante la festa di fidanzamento tra atroci sofferenze. Per fortuna nei paraggi si trova Shinichi, il quale inizia subito a svolgere le indagini. Sembra proprio un crimine perfetto.

## Kioku o keshita joyū no kareinaru satsujin torikku - Hishochi de no kanzen hanzai
- Titolo originale: Kioku o keshita joyū no kareinaru satsujin torikku - Hishochi de no kanzen hanzai (記憶を消した女優の華麗なる殺人トリック 避暑地での完全犯罪? "Il magnifico trucco di omicidio dell'attrice con l'amnesia - Delitto perfetto nella villa estiva")
- Regista: Masato Ibe
- Sceneggiatore: Makoto Hayashi

### Trama
Una villa al mare, un famoso regista in pessimi rapporti con la moglie, un sorso di tè dentro cui è stato versato del cianuro: un'estate che si fa insanguinata.

## Bijo nijū-nin no kareinaru koroshi no kisu! Satsujin hōteishiki ni kakusareta satsui!
- Titolo originale: Bijo nijū-nin no kareinaru koroshi no kisu! Satsujin hōteishiki ni kakusareta satsui! (美女20人の華麗なる殺しのキス! 殺人方程式に隠された殺意!? "Il magnifico bacio omicida delle venti signore! L'intenzione omicida nascosta nell'equazione dell'omicidio!")
- Regista: Shi Shirakawa
- Sceneggiatore: Yoshikazu Sugiyama

### Trama
Kogoro si trova immerso in un caso di gioco d'azzardo, tra locali illegali e boss della malavita: ce la farà a districarsi da solo?

## Chi nurareta kotsuniku no isan sōzoku satsujin! Yūkai torikku no nazo o abake!
- Titolo originale: Chi nurareta kotsuniku no isan sōzoku satsujin! Yūkai torikku no nazo o abake! (血ぬられた骨肉の遺産相続殺人! 誘拐トリックのナゾを暴け!? "L'omicidio per l'eredità della famiglia macchiata di sangue! Scopri il mistero del trucco del rapimento!")
- Regista: Eishi Shibuya
- Sceneggiatore: Makoto Hayashi

### Trama
Un caso di rapimento che rischia di trasformarsi in un caso di omicidio, se Shinichi non fa presto a scoprire il colpevole.

## Onna no iji, chikanhan e no fukushū! Kanshi kamera ni himeta satsujin torikku
- Titolo originale: Onna no iji, chikanhan e no fukushū! Kanshi kamera ni himeta satsujin torikku (女の意地、痴漢犯への復讐!監視カメラに秘めた殺人トリック? "La forza di volontà di una donna, la vendetta contro il molestatore! Il trucco omicida nascosto nella telecamera di sorveglianza")
- Regista: Mitsutaka Endō
- Sceneggiatore: Mami Oikawa

### Trama
Shinichi e Ran sulle tracce del "pervertito molestatore degli autobus"... ma si troveranno davanti ad un tentato omicidio: forse qualcuna delle vittime intende vendicarsi sul maniaco.

## Hattori Heiji to misshitsu satsujin mienai kyōki no nazo! Tōzai tantei suiri battle
- Titolo originale: Hattori Heiji to misshitsu satsujin mienai kyōki no nazo! Tōzai tantei suiri battle (服部平次と密室殺人見えない凶器のナゾ! 東西探偵推理バトル?, Hattori Heiji to misshitsu satsujin mienai kyōki no nazo! Tōzai tantei suiri batoru, "Heiji Hattori e il mistero dell'arma invisibile dell'omicidio in stanza chiusa! Battaglia di deduzioni est-ovest tra detective")
- Regista: Masato Ibe
- Sceneggiatore: Yoshikazu Sugiyama

### Trama
Shinichi sta giocando a calcio, il pallone sfugge al suo controllo e va ad infrangere il vetro della finestra d'una casa: purtroppo qualcuno è stato pugnalato al collo nel giardino della villa.

## 200 kiro o shunkanidō shita shitai no nazo! Akujo no kanzen hanzai keikaku o abake
- Titolo originale: 200 kiro o shunkanidō shita shitai no nazo! Akujo no kanzen hanzai keikaku o abake (200キロを瞬間移動した死体の謎! 悪女の完全犯罪計画を暴け?, Nihyaku kiro o shunkanidō shita shitai no nazo! Akujo no kanzen hanzai keikaku o abake, "Il mistero del cadavere che si è teletrasportato per 200 kilometri! Scopri il piano per il delitto perfetto della donna malvagia!")
- Regista: Shi Shirakawa
- Sceneggiatore: Mami Oikawa

### Trama
Un caso di stalking, un amante che non si rassegna e continua a perseguitare la sua ex via chat: una scomparsa, una macchia di sangue, un caso da risolvere online.

## Kisu wa koroshi no riyū, nijūnengo no fukushū satsujin! Kanpeki na aribai no nazo
- Titolo originale: Kisu wa koroshi no riyū, nijūnengo no fukushū satsujin! Kanpeki na aribai no nazo (キスは殺しの理由、20年後の復讐殺人! 完璧なアリバイの謎? "Un bacio è la ragione per uccidere, omicidio per vendetta vent'anni dopo! Il mistero dell'alibi perfetto")
- Regista: Mitsutaka Endō
- Sceneggiatore: Mami Oikawa
- Tratto da: volume 26, file da 5 a 7 (episodi 192-193 dell'anime, 207-208 secondo la numerazione italiana)

### Trama
Tentato omicidio all'interno d'un ascensore d'un gran ristorante: risultato di un rancore ventennale.

## Watashi ga koroshimashita! Sannin no tandokuhan? Gisō satsujin no nazo o abake!
- Titolo originale: Watashi ga koroshimashita! Sannin no tandokuhan? Gisō satsujin no nazo o abake! (私が殺しました! 3人の単独犯? 偽装殺人の謎を暴け!? "Io ho ucciso! Tre delitti indipendenti? Scopri il mistero dell'omicidio mascherato!")
- Regista: Masato Ibe
- Sceneggiatore: Iori Kishida

### Trama
Un insegnante viene trovato morto all'interno della camera di sicurezza di una grande banca.

## Ran shisu! Shinhannin ga tensai tantei e saigo no chōsen shiroi heya no nazo o abake
- Titolo originale: Ran shisu! Shinhannin ga tensai tantei e saigo no chōsen shiroi heya no nazo o abake (蘭死す! 真犯人が天才探偵へ最後の挑戦 白い部屋の謎を暴け? "Ran muore! Scopri il mistero della sfida della stanza bianca finale fino al geniale detective che è il vero colpevole!")
- Regista: Mitsutaka Endō
- Sceneggiatore: Takehiko Hata

### Trama
Shinichi affronta il colpevole insieme a Kogoro e alla polizia, riuscendo a salvare Ran.